# Ясенівка (Луцький район)
Ясені́вка — село в Україні, у Луцькому районі Волинської області. Входить до складу Доросинівської сільської громади. Населення становить 486 осіб.
Розташоване над річкою Стохід.

## Історія
Вперше село згадується в 1577 року як власність Матвія Воронецького, землянина з села Тристеня, який платив з Ясенівки від 2 димних. 1589 р. також згадується як власність Воронецьких. Відтак село перейшло до Валевських.
З 1795 року до розпаду Російської імперії у складі Щуринської волості Луцького повіту Волинської губернії.
В кінці XIX століття у селі було 46 домів і 298 жителів. Крім того на колонії — 8 домів і 108 жителів.
В Ясенівці є школа, будинок культури, фельдшерсько-акушерський пункт, храм на честь ікони Божої Матері «Скоропослушниця», освячений 2018 року, належить УПЦ московського патріархату. У червні 2019 року громада перейшла до Православної церкви України.

## Населення
Згідно з переписом УРСР 1989 року чисельність наявного населення села становила 472 особи, з яких 195 чоловіків та 277 жінок.
За переписом населення України 2001 року в селі мешкало 469 осіб.

### Мова
Розподіл населення за рідною мовою за даними перепису 2001 року:
| Мова       | Відсоток |
| ---------- | -------- |
| українська | 99,38 %  |
| білоруська | 0,41 %   |
| інші       | 0,21 %   |